# Christine Swientek
Christine Swientek (* 1943) ist eine deutsche Pädagogin, Kriminologin und Hochschullehrerin. Ihre Arbeitsschwerpunkte sind Adoption (Suche), Babyklappe und anonyme Geburt sowie Neugeborenentötung.

## Leben
Christine Swientek studierte Psychiatrie, Sozialarbeit sowie Kinder- und Jugendpsychiatrie in Kiel und war dann mehrere Jahre als Sozialarbeiterin, unter anderem im Bereich der Adoptionsvermittlung, tätig. Danach absolvierte sie ein weiteres Studium der Erziehungswissenschaften, Psychologie und Soziologie an der Universität Hannover mit dem Schwerpunkt Verhaltensgestörtenpädagogik.
Nach einer Tätigkeit im Strafvollzug (1976/77) wurde sie 1980 an der Stiftung Universität Hildesheim  mit der Dissertation Autoaggressivität bei Gefangenen aus pädagogischer Sicht zur Doktorin (Dr. phil.) promoviert. 1986 habilitierte sie sich an der Gottfried Wilhelm Leibniz Universität Hannover zum Thema Abgebende Mütter im Adoptionsverfahren.
Bis zu ihrer Emeritierung lehrte sie als außerplanmäßige Professorin am Institut für Sonderpädagogik der Universität Hannover. Swientek forschte über Neonatizid, Adoption, Selbstmord und Sozialpolitik. Einer größeren Öffentlichkeit bekannt wurde sie als vehemente Kritikerin der Einrichtung von Babyklappen. Swientek lebt in Wölpinghausen. In den letzten Jahren betätigt sie sich als Roman-Autorin. 

## Werke (Auswahl)
- Autoaggressivität bei Gefangenen aus pädagogischer Sicht. Ergebnisse sozialpädagogischer Arbeit mit suicid-gefährdeten Gefangenen und Vorschläge zur Prophylaxe und Krisenintervention (= Kriminologische Studien. Bd. 44). (zugleich Dissertation, Stiftungsuniversität Hildesheim, 1980) Schwartz, Göttingen 1982, ISBN 978-3-509-01302-3.
- „Ich habe mein Kind fortgegeben“. Die dunkle Seite der Adoption. Rowohlt, Reinbek 1982. ISBN 3-499-15119-7.
- Die „abgebende Mutter“ im Adoptionsverfahren. Eine Untersuchung zu den sozioökonomischen Bedingungen der Adoptionsfreigabe, zum Vermittlungsprozess und den psychosozialen Verarbeitungsstrategien (= Theorie und Praxis der Frauenforschung. Bd. 4). (zugleich Habilitationsschrift, Universität Hannover 1986) Kleine, Bielefeld 1986, ISBN 978-3-88302-098-3.
- Adoptierte auf der Suche … nach ihren Eltern und nach ihrer Identität. Herder, Freiburg 2001. ISBN 3-451-05199-0.
- Ausgesetzt – verklappt – anonymisiert : Deutschlands neue Findelkinder. Kirchturm-Verlag, Burgdorf, 2007. ISBN 978-3-934117-10-5.
- Letzter Ausweg Selbstmord. Was alte Menschen in den Tod treibt. Herder, Freiburg 2008. ISBN 978-3-451-29979-7.
- Wenn Frauen nicht mehr leben wollen. Rowohlt, Reinbek bei Hamburg 1990. ISBN 3-499-12785-7.
- Neugeborenentötung in Deutschland. Wenn Mütter töten. Viademica-Verlag, Berlin 2018. ISBN 978-3-939290-71-1.
- Meredith. Fordre niemand mein Schicksal zu hören. BoD, 2023. ISBN 978-3-750419834.
- Jeff. Rache - eiskalt. BoD, 2023. ISBN 978-3-758315466.